# Gerardus Vossius
Gerardus Joannes (of Jo(h)annis) Vossius (Heidelberg, maart 1577 - Amsterdam, 17 maart 1649), eigenlijk Gerrit Jansz. geheten, was een Nederlandse protestantse theoloog, taalkundige, geschiedkundige en humanist. Hij gold als een homo universalis omdat hij zich met veel wetenschapsvelden inliet.

## Levensloop
Vossius was de zoon van de calvinistische predikant Joannes Vossius en Cornelia van Buel. Vanwege de vervolging van de protestanten was Joannes Vossius uit de Nederlanden, Roermond, naar het naburige Duitsland gevlucht. Hij studeerde vanaf 1571 theologie in Heidelberg en werd in 1573 predikant van een dorp in de buurt daarvan. Hierna trouwde hij met zijn voormalige stadgenote Cornelia van Buel. Na de geboorte van Gerardus Joannes moest het gezin van predikant Joannes Vossius in 1577 uit de Palts vertrekken, omdat de nieuwe landsheer, de lutherse Lodewijk VI de calvinisten bestreed. Vossius' vader was predikant in Leimuiden en Veurne en vanaf 1583 in Dordrecht, waar hij en zijn vrouw kort na elkaar overleden. Gerard en zijn zusje Anthonia werden opgevoed door Barbara van Rossum, weduwe van predikant Jacob van der Myle. In Dordrecht doorliep Vossius de Latijnse school. Hier waren zijn leermeesters Joachim Orydrius, Cornelius Rekenarius, Hadrianus Marcellis en Franciscus Nansius. Daarna ging hij als bursaal van de stad Dordrecht naar het Leidse Statencollege. In Leiden volgde hij de colleges van de filoloog Bonaventura Vulcanius, van de wiskundige Rudolf Snellius, van de filosofen Petrus Bertius en Petrus Molinaeus, onder wiens leiding hij in 1598 promoveerde tot magister artium. Ook volgde hij colleges van de theologen Joannes Kuchlinus, Lucas Trelcat sr., Franciscus Gomarus en Franciscus Junius sr. Zijn studie kon Vossius niet afronden, want hij werd in 1600 door het stadsbestuur van Dordrecht naar die stad teruggeroepen om daar les te gaan geven aan de Latijnse School (het huidige Johan de Witt-gymnasium). Niet lang daarna werd hij benoemd tot rector van die instelling (1600-1615).
Door zijn eerste grote publicatie de Institutiones oratoriae (1606) maakte hij naam als man van wetenschap. Hij was vanaf 1613 bevriend met Hugo de Groot, aan wie hij regelmatig boeken uit zijn eigen omvangrijke bibliotheek uitleende, ook in de periode dat Grotius gevangen zat op Slot Loevestein. Hugo Grotius is waarschijnlijk ontsnapt in een boekenkist van Gerardus Vossius, die als aanhanger van hem gold of later 'Loevesteiner'. Op voorspraak van De Groot werd Vossius in 1615 benoemd tot regent van het Leidse Statencollege. Hij werd in 1619 weer ontslagen na de staatsgreep van Prins Maurits, die schoon schip maakte van Loevesteiners in invloedrijke functies. Toen in 1625 pogingen werden gedaan Vossius naar Cambridge te halen, kreeg hij ook de Leidse leerstoel Griekse taal- en letterkunde.
In 1631 nam Vossius ontslag als hoogleraar te Leiden. Samen met Caspar Barlaeus (filoloog en wijsgeer, in 1619 ontslagen als subregent van het Statencollege) ging hij naar Amsterdam om daar het Athenaeum Illustre, de voorloper van de Universiteit van Amsterdam, mee op te richten. De laatste jaren van zijn leven waren jaren van grote wetenschappelijke invloed en van algemene internationale erkenning. Het waren echter ook jaren getekend door veel persoonlijk leed en verlies: toen hij op 17 maart 1649 stierf, waren al zijn kinderen, behalve zijn zoon Isaac (1618-1689), hem in de dood voorgegaan.
Vossius had vooral veel invloed door zijn publicaties, die een groot deel van het terrein van de wetenschap van die dagen bestreken. Behalve het grote handboek over de welsprekendheid, zijn wetenschappelijke eersteling, schreef hij nog drie andere boeken over retorica: De rhetorices natura ac constitutione (1621), een Rhetorica contracta (1621) en het schoolboek Elementa rhetorica (1626). In Amsterdam verschenen er in 1647 drie boeken over poëtica: De artis poeticae natura ac constitutione liber, de Poeticarum institutionum libri tres, en het boekje De imitatione. Zeer belangrijk was de grote trilogie over de taalkunde: De arte grammatica libri septem (1635), De vitiis sermonis et glossematis Latino-barbaris libri quatuor (1645), en het postuum uitgegeven Etymologicon linguae Latinae (1662). Daarnaast heeft hij nog vele andere zaken gepubliceerd.
Vossius' naam leeft voort in het Vossius Center for the History of Humanities and Sciences van de Universiteit van Amsterdam.
Het Vossius Gymnasium, een van de vijf categorale gymnasia in Amsterdam, is ook naar hem vernoemd.

## Familie

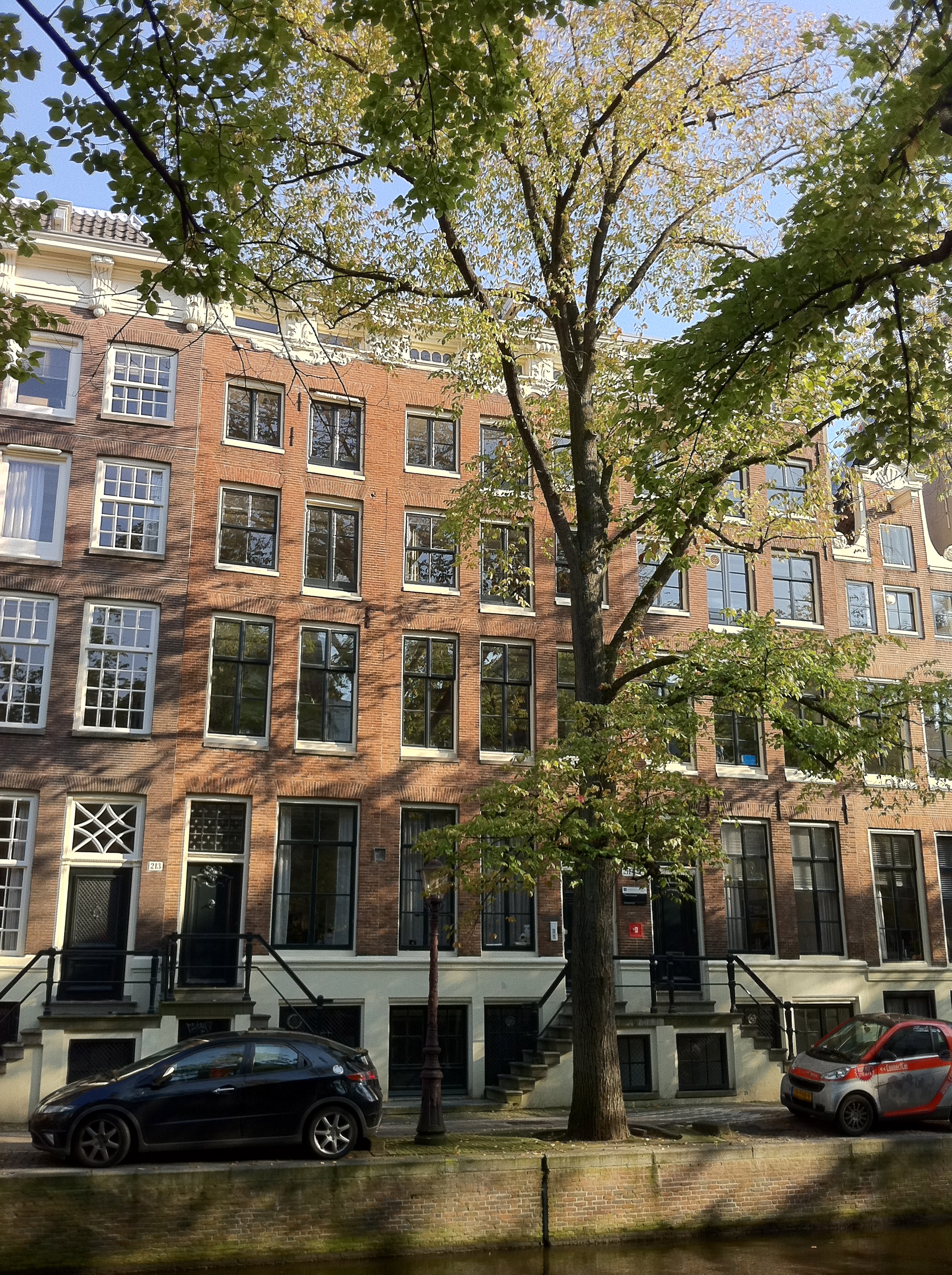
Oudezijds Achterburgwal 215-217, vanaf 1631 het woonhuis van Vossius. Barlaeus werd zijn buurman

Op 17 februari 1602 trouwde hij in Dordrecht met Elisabeth van den Corput, dochter van predikant Henricus Corputius. Uit dit huwelijk werden twee zoons en een dochter geboren. Na haar overlijden (7 februari 1606) trouwde hij in Dordrecht op 28 augustus 1607 met Elisabeth du Jon, dochter van hoogleraar Franciscus Junius sr. Uit dit tweede huwelijk werden zes zoons en drie dochters geboren, waaronder Isaac Vossius en Cornelia Vossius.

## Werken
Onder meer
- De Historicis Graecis Libri IV (Griekse historici, 1602, 1624)
- Commentariorum Rhetoricorum oratoriarum institutionum Libri VI (Commentaren over redenaars, 1606)
- Dissertationes Tres de Tribus Symbolis, Apostolico, Athanasiano et Constantinopolitano (1613)
- Historia Pelagiana sive Historiae de controversies quas Pelagius ejusque reliquiae moverunt (Geschiedenis van het pelagianisme, 1618)
- Gerardi Johannis Vossii Rhetorices contractæ, sive, Partitionum oratoriarum libri V (1622)
- De Historicis Latinis Libri III (Latijnse historici, 1627)
- Gerardi Ioh. Vossii V. CL. Theses theologicæ et historicæ de varijs doctrinæ Christianæ capitibus; quas, aliquot abhinc annis, disputandas proposuit in Academia Leidensi (1628)
- Ger. Jo. Vossii Elementa rhetorica oratoriis ejusdem partitionibus accommodata, inque usum scholarum Hollandiae & West-Frisiae emendatius edita. Editio prioribus accuratior & auctior (1631)
- Aristarchus, sive de arte grammatica (1635 en 1695; herdruk in 2 vols., 1833–35)
- De Theologia Gentili (1642)
- Poeticarum institutionum libri tres (1647)
- Gerardi Iohannis Vossi Rhetorices contractæ, sive, Partitionvm oratoriarvm libri V (1655)
- Joh. Gerardi Vossii De philosophia et philosophorum sectis libri II (1657)
- Etymologicum linguae Latinae (Etymologie van het Latijn, 1662; herdruk in two vols., 1762–63)
- Vossius in supplementum vulgaris grammatices contractus (1665)
- Gerardi Joan. Vossii et clarorum virorum ad eum epistolae, correspondentie van Gerardus Joannes Vossius (1690-1691)
- Doctissimi clarissimique Gerardi Joannis Vossii et ad eum virorum eruditione celeberrimorum epistolae quas inter centum ferme numerantur illustriss. Guil. Laud, Archiep. Cantuar. Ja. Usserii, Armachani, Edw. Pocockii, Tho. Farnabii, etc. : multi praeclara theologica, critica, historica, philosophica camplexae (1693)

## Secundaire literatuur
- I.G. de Crane
  - Oratio de Vossiorum luniorumque familia (Groningen, 1821)
  - Illustris Amstelodamensium Athenaei memorabilia (Amsterdam, 1832)
- C.S.M. Rademaker ss.cc.
  - Gerardus Joannes Vossius 1577-1649 (Zwolle, 1967)
  - 'Gerardi Joannis Vossii De vita sua usque ad annum MDCXVII delineatio', in Lias 1 (1974)
  - Leven en werk van Gerardus Joannes Vossius (1577-1649) (1999) ISBN 90-6550-058-8
  - Anthologia Vossiana ('s-Gravenhage, 1982), een keuze uit Vossius' gedichten met inleidingen
- G.J. Vossius
  - Poeticarum institutionum libri III (Stuttgart, 2006)
- Toon van Hal
  - ‘Moedertalen en taalmoeders’. Methodologie, epistemologie en ideologie van het taalvergelijkend onderzoek in de renaissance, met bijzondere aandacht voor de bijdrage van de humanisten uit de Lage Landen. Dissertatie Katholieke Universiteit Leuven 2008, 370-378.